# Nelly Perneel
Elodie "Nelly" barones Dewulf-Perneel (Emelgem, 12 juli 1930 - Ingelmunster, 30 april 2015) was een Belgisch bestuurder van middenstandsorganisaties voor vrouwen.

## Levensloop
Ze was een dochter van Jerôme Perneel en Lia Vanslambroeck. Ze trouwde in 1955 met de industrieel Robert Dewulf, voorzitter van LVD Company in Gullegem. Ze kregen drie kinderen.
Na kleuter- en lager onderwijs in Emelgem, volgde ze de humaniora aan de school Onze-Lieve-Vrouw ter Engelen in Kortrijk. Ze vervolgde met de kandidaturen handelswetenschappen aan de Handelshogeschool in Antwerpen en promoveerde aan de universiteit van Gent tot licentiaat en tot geaggregeerde van het hoger secondair onderwijs.
Gedurende een aantal jaren gaf ze les economie in Tielt, vervolgens bij de Grauwzusters in Roeselare.

## Verenigingsleven
Perneel werd actief binnen het CMBV - Christelijk Verbond voor Vrouwen uit de Middengroepen (later omgedoopt tot Markant), dat deel uitmaakte van het NCMV - Nationaal Christelijk Verbond voor de Middenstand (later omgedoopt tot UNIZO).
In 1990-1993 was ze Nationaal Voorzitter van het CMBV. In de uitoefening van dit mandaat legde ze de klemtoon op de noodzaak van economische vorming van de vrouw. Ze stichtte ook meer dan 100 beleggingsclubs voor dames.
Ze was verder:
- ondervoorzitter van de Scholengemeenschap Sint-Michiel (groepering van alle katholieke secondaire scholen in Roeselare),
- lid van de inrichtende macht van de school van de Grauwzusters in Roeselare;
- beheerder van de KIHWV - Katholieke Industriële Hogeschool van West-Vlaanderen (Oostende) en van het HTI - Hoger Technisch Instituut (Brugge),
- bestuurder van HOWVN - Hoger Onderwijs West-Vlaanderen Noord),
- bestuurder van het Psychiatrisch Centrum O.L.V van Vrede (Menen) en van het Bejaardentehuis Ter Walle (Menen),
- lid van de Raad van Advies voor ruimtelijke ordening van de Provincie West-Vlaanderen,
- bestuurslid van Lucia West-Vlaanderen (hulp aan jonge gezinnen met kinderen in nood),
- bestuurder van Christenen voor Europa,
- lid van de Bisschopsraad van het bisdom Brugge,
- voorzitter van Inner Wheel Mandel-Leie (2004-2005).

## Eerbetoon
In 1994 werd ze in de adelstand opgenomen met de persoonlijke titel van barones, terwijl haar echtgenoot in de erfelijke adel werd opgenomen met de persoonlijke titel van baron.

## Archief
- Archief CMBV bij KADOC, Leuven, Dossier speeches Nelly Perneel (1991-1994).